# Mežanj
Mežanj je otočić u blizini sjeverozapadne obale Dugog otoka, najvećeg otoka u Zadarskom arhipelagu. Ispred otočića Mežanj na nenaseljenom dijelu Dugog Otoka nalazi se šljunčana plaža Veli Žal.